# 大玉口镇
大玉口镇，是中华人民共和国广东省肇庆市封开县下辖的一个乡镇级行政单位。

## 行政区划
大玉口镇下辖以下地区：
大玉口社区、官滩村、群胜村、寨河村、长群村、赤黎村、古罗村、民强村、民进村和群星村。